# Evropský sociální fond
Evropský sociální fond (ESF) je hlavním finančním nástrojem Evropské unie pro podporu zaměstnanosti v členských státech a také pro prosazování hospodářské a sociální soudržnosti. Výdaje ESF dosahují přibližně 10 % celkového rozpočtu EU.
ESF je jedním ze strukturálních fondů EU, jejichž cílem je zlepšování sociální soudržnosti a hospodářského blahobytu v regionech Unie. Strukturální fondy jsou finanční nástroje, které přerozdělují finanční prostředky a podporují soudržnost v Evropě prostřednictvím koncentrace výdajů do méně rozvinutých regionů. Specifickým cílem výdajů ESF je podpora vytváření většího počtu lepších pracovních míst v EU, což tento fond dělá tak, že spolufinancuje národní, regionální a místní projekty, které zlepšují úroveň zaměstnanosti, kvalitu pracovních míst a otevřenost pracovního trhu v členských státech a jejich regionech.

## Historie
Evropský sociální fond byl vytvořen v rámci Římské smlouvy v roce 1957; jedná se o nejstarší strukturální fond. I když cílem ESF vždy byla vyšší zaměstnanost, během let fond vždy přizpůsobil své zaměření tak, aby odpovídal nárokům doby. Krátce po válce se soustředil na zvládání migrace pracovníků v rámci Evropy; později se zaměřil na boj proti nezaměstnanosti mezi mladými a málo kvalifikovanými lidmi. V současném období finanční pomoci, tedy v letech 2007 až 2013, jde pomoc z ESF také na podporu těch, kdo obzvlášť obtížně hledají práci, například žen, mladých lidí, starších pracovníků, migrantů a lidí s tělesným postižením. Kromě toho ESF také pomáhá podnikům a pracovníkům přizpůsobit se změnám. Proto podporuje inovaci na pracovišti, celoživotní učení a mobilitu pracovníků.

## Úloha ESF v politikách a strategiích EU
Zastřešující strategií Evropské unie je Lisabonská agenda, jejímž cílem je do roku 2010 vytvořit z Evropy nejdynamičtější a nejkonkurenceschopnější znalostní ekonomiku na světě, která bude schopná zajistit udržitelný hospodářský růst s větším počtem lepších pracovních míst a větší sociální soudržnost a respekt k životnímu prostředí. Cíle Lisabonské agendy utvářejí priority ESF.
Lisabonskou agendu podporuje mnoho finančních a politických nástrojů EU. Mezi nimi je i politika soudržnosti, jejímž cílem je omezovat hospodářské a sociální nerovnosti mezi zeměmi a regiony EU. K tomu používá finanční zdroje (strukturální fondy) z rozpočtu EU – včetně ESF –, pomocí kterých podporuje hospodářský a sociální rozvoj méně rozvinutých regionů.
Vzhledem k tomu, že na pozadí globalizace a stárnoucích populací je zapotřebí zvyšovat konkurenceschopnost a zaměstnanost, poskytuje Evropská strategie zaměstnanosti koordinační rámec, aby se členské státy EU mohly dohodnout na společných prioritách a cílech v oblasti zaměstnanosti. Tyto společné priority se pak zpracují ve Směrnicích pro zaměstnanost a začlení se do národních reformních programů připravovaných jednotlivými členskými státy. Finanční prostředky ESF přidělují členské státy s podporou národních reformních programů a národních strategických referenčních rámců (NSRR), které stanovují hlavní priority členského státu pro výdaje ze strukturálních fondů EU, jež obdrží.
Na utváření priorit výdajů ESF má vliv i evropská Sociální agenda. Sociální agenda usiluje o aktualizaci „Evropského sociálního modelu“ na základě modernizace pracovních trhů a systémů sociální ochrany tak, aby pracovníci a podniky měli užitek z příležitostí vzniklých na základě mezinárodní konkurence, technických pokroků a změny populačních vzorů a zároveň byli chráněni ti nejohroženější členové společnosti. Kromě toho k současným iniciativám ESF přispívá koncepce „flexikurity“. Flexikuritu je možné definovat jako politickou strategii, jejímž cílem je zvýšení flexibility pracovních trhů, pracovních organizací a pracovních vztahů na straně jedné, a jistoty zaměstnání a jistoty příjmu na straně druhé. Termín flexikurita zahrnuje nový přístup k zaměstnanosti a pracuje s modelem „práce na celý život“, spíše než se dřívějším modelem „pracovní místo na celý život“. Motivuje pracovníky, aby řídili svůj pracovní život prostřednictvím celoživotního školení, přizpůsobení se změnám a mobility.

## ESF: definice strategie
ESF je řízen na základě sedmiletých programovacích cyklů. Strategie a rozpočet ESF se projednává mezi členskými státy EU, Evropským parlamentem a Komisí EU. Strategie definuje cíle financování ESF, které částečně nebo plně sdílí s dalším strukturálním financováním. Cíle aktuálního finančního cyklu ESF jsou:
- Cíl Regionální konkurenceschopnost a zaměstnanost: posílit regionální konkurenceschopnost, zaměstnanost a atraktivitu pro investice.
- Cíl Konvergence: stimulovat růst a zaměstnanost v nejméně rozvinutých regionech. Na tento cíl jde více než 80 % z celkových prostředků ESF.

Strategie také stanovuje široké „prioritní osy“ – opatření, která jsou nutná pro dosažení cílů a která jsou způsobilá pro financování.

## Jak jsou alokovány finanční prostředky ESF
Úroveň financování ESF se v různých regionech liší v závislosti na jejich relativním bohatství. Regiony EU jsou rozděleny do čtyř kategorií způsobilých regionů, a to na základě jejich regionálního HDP na osobu ve srovnání s průměrem EU (EU o 25 nebo 15 členských státech), a dělí se do dvou zmíněných cílů.
Cíl Konvergence zahrnuje:
- konvergenční regiony: s HDP na osobu méně než 75 % průměru EU-25;
- „phasing-out“ regiony: s HDP na osobu více než 75 % průměru EU-25, ale méně než 75 % průměru EU-15.

Cíl Regionální konkurenceschopnost a zaměstnanost zahrnuje:
- „phasing-in“ regiony: s HDP na osobu méně než 75 % průměru EU-15 (v období 2000-2006), ale více než 75 % průměru EU-15 (v období 2007-2013);
- regiony konkurenceschopnosti a zaměstnanosti: vztahuje se na všechny ostatní regiony EU.

V konvergenčních regionech může spolufinancování projektů ze strany ESF dosáhnout až 85 % celkových nákladů. V regionech regionální konkurenceschopnosti a zaměstnanosti je běžnější 50 % spolufinancování. V případě bohatších členských států a regionů finanční prostředky z ESF doplňují existující národní iniciativy na podporu zaměstnanosti; u méně bohatých členských států financování ESF může být hlavním zdrojem financí pro iniciativy související se zaměstnaností.

## Jak je ESF prováděn
Definice strategie se sice provádí na úrovni EU, ale realizace financování ESF je odpovědností členských států a regionů EU. Jakmile je odsouhlasena strategie a alokování rozpočtu, zaujme se k programování společný přístup. Členské státy a jejich regiony společně s Evropskou komisí naplánují sedmileté operační programy. Tyto operační programy popisují oblasti činnosti, které budou financovány, a mohou být geografické nebo tematické.
Členské státy určí vnitrostátní řídicí úřady ESF, které jsou zodpovědné za výběr projektů, výplatu fondů a vyhodnocování postupu a výsledku projektů. Jmenují se také certifikační a auditorské subjekty, které sledují a zajišťují dodržování výdajů podle předpisů ESF.

## Projekty ESF
V praxi je ESF realizován prostřednictvím projektů, které předkládá a realizuje celá řada organizací, a to jak ve veřejném, tak v soukromém sektoru. Patří k nim národní, regionální a místní úřady, vzdělávací a školicí instituce, nevládní organizace (NGO) a dobrovolnický sektor a také sociální partneři, například odbory a pracovní rady, průmyslová a profesní sdružení a jednotlivé firmy.

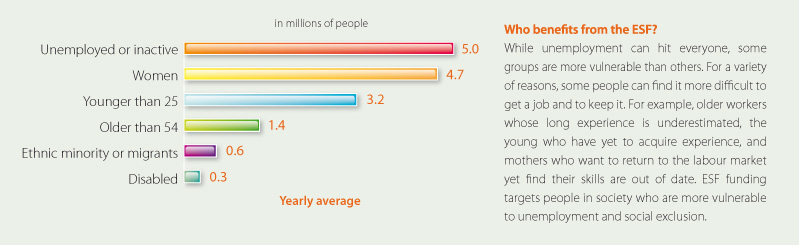
Příjmové skupiny ESF

Projekty ESF jsou určeny pro různé cílové skupiny. Jedná se například o jednotlivé pracovníky, skupiny lidí, průmyslová odvětví, odbory, veřejné správy nebo jednotlivé firmy. Konkrétní cílovou skupinou jsou zranitelné skupiny lidí, pro které je mimořádně náročné najít práci nebo postoupit v rámci pracovního místa, jako jsou například dlouhodobě nezaměstnaní a ženy. Jen pro ilustraci – odhaduje se, že každý rok je prostřednictvím účasti v projektech ESF poskytnuta pomoc více než 9 milionům osob patřícím k těmto zranitelným skupinám.

## Evropský sociální fond 2007-2013

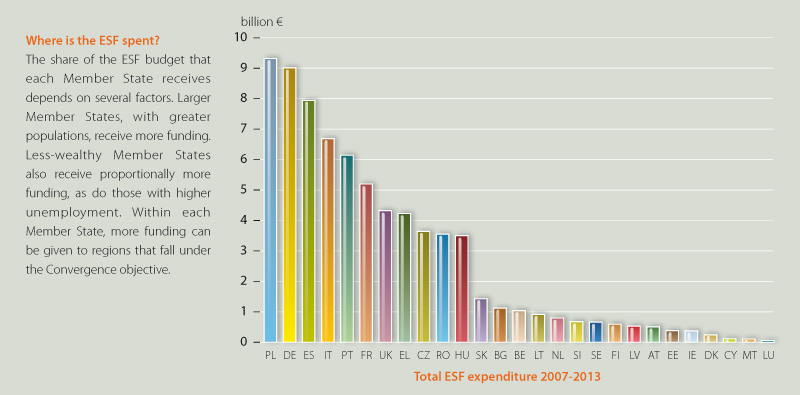
Alokování výdajů ESF ze strany členských států v období 2007-2013

Současný programovací cyklus ESF běží od roku 2007 do roku 2013 pod heslem „Investice do lidí“. Během tohoto období ESF vynaloží investice ve výši kolem 75 miliard eur – téměř 10 % rozpočtu EU – na projekty zvyšující zaměstnanost. Finanční prostředky se vynakládají v šesti specifických prioritních oblastech:
- Posílení lidského kapitálu (34% z celkových prostředků)
- Zlepšování přístupu k zaměstnání a udržitelnost (30 %)
- Zvyšování přizpůsobivosti pracovníků a společností, podniků a podnikatelů (18 %)
- Zlepšování sociálního začlenění znevýhodněných osob (14%)
- Posilování institucionální kapacity na celostátní, regionální i místní úrovni (3 %)
- Mobilizace pro reformy v oblasti zaměstnanosti a začleňování (1 %)

V každém regionu bude skutečná distribuce finančních prostředků záviset na místních a regionálních prioritách. Všech šest priorit platí na cíl Konvergence i na cíl Regionální konkurenceschopnost a zaměstnanost; konvergenční regiony budou však obvykle klást důraz na „posílení lidského kapitálu“.

### Další informace
- Leták o ESF - tento leták poskytuje základní informace o cílech, principech a aktivitách Evropského sociálního fondu
- Statistický přehled - tento leták nabízí přehled činností Evropského sociálního fondu v období 2007-2013 a uvádí přehled důležitých faktů a údajů, které souvisí s programem
- Kniha o 50. výročí - při příležitosti 50. výročí Evropského sociálního fondu vydala Komise ilustrovanou knihu popisující činnosti ESF během uplynulých pěti desetiletí
- Mapa způsobilých regionů ESF v období 2007-2013 - tato mapa zobrazuje nové způsobilé regiony v programovacím období 2007-2013 Evropského sociálního fondu
- Příběhy o úspěchu ESF - více než 70 příběhů o úspěchu ukazuje, jak projekty ESF pomáhají lidem z celé Evropy zlepšit pracovní život
- Právní texty EU o ESF - Nařízení (ES) č. 1081/2006 z 5. července 2006 o Evropském sociálním fondu
- Evropský sociální fond v ČR - stránky Evropského sociálního fondu v ČR. Informace jak správně postupovat při podávání žádostí o dotace. Důležité dokumenty a formuláře týkající se ESF.